# Westerland
Westerland (danska: Vesterland, frisiska: Weesterlön) är en ort ( Ortsteil) på den tyska ön Sylt. Det ligger i Kreis Nordfriesland. Westerland var tidigare en egen stad med 9 032 invånare 2008, men den 1 januari 2009 slogs Westerland samman med kommunerna Sylt-Ost och Rantum och bildade kommunen Sylt.